# 原由子 with サザンオールスターズ
『原由子 with サザンオールスターズ』（はらゆうこ・ウィズ・サザンオールスターズ）は、サザンオールスターズの企画盤アルバム（ベスト・アルバム）。1983年12月6日発売。発売元はタイシタレーベル。
カセットテープのみでの販売のため、現在は廃盤作品となる。

## 背景
タイトルは『原由子 with サザンオールスターズ』となっているが、現在までこの名義での作品は発表されていない。原のメインボーカル曲や担当楽器であるキーボード（ピアノ）が主体となった曲を中心に収録している。ただ、アルバム初収録のシングル2曲（『ボディ・スペシャルII』と『東京シャッフル』のこと）原が前面に出ていたりボーカルを取ったりはしていない曲があるため、完全に原中心の選曲ということでもない。ちなみに、アーティストの名義はサザンオールスターズになっている。

## 収録曲
- 収録曲は各作品で説明しているため、ここでは説明を省略する。
- ※印は原由子ボーカル、●印は桑田佳祐と原由子のデュエット、■印は関口和之ボーカル。タイトル表記は基本的にオリジナル収録時のものに従った。

### SIDE-A
1. そんなヒロシに騙されて ※
(作詞・作曲:桑田佳祐　編曲:サザンオールスターズ)
2. かしの樹の下で ●
(作詞・作曲:桑田佳祐　編曲:サザンオールスターズ)
3. ボディ・スペシャル I (BODY SPECIAL)
(作詞・作曲:原由子　編曲:サザンオールスターズ　管編曲:新田一郎)
4. ボディ・スペシャル II (BODY SPECIAL)
(作詞・作曲:桑田佳祐　編曲:サザンオールスターズ　管編曲:新田一郎)
5. 南たいへいよ音頭 ■
(作詞・作曲:関口和之　編曲:サザンオールスターズ)
6. 私はピアノ ※
(作詞・作曲:桑田佳祐　編曲:サザンオールスターズ　弦管編曲:八木正生)

### SIDE-B
1. 東京シャッフル
(作詞・作曲:桑田佳祐　編曲:サザンオールスターズ　管編曲:八木正生)
2. 流れる雲を追いかけて ※
(作詞・作曲:桑田佳祐　編曲:サザンオールスターズ　弦管編曲:八木正生)
3. EMANON
(作詞・作曲:桑田佳祐　編曲:サザンオールスターズ　弦管編曲:八木正生)
4. シャッポ
(作詞・作曲・編曲:サザンオールスターズ)
5. Ya Ya (あの時代を忘れない)
(作詞・作曲:桑田佳祐　編曲:サザンオールスターズ　弦管編曲:新田一郎)
6. NEVER FALL IN LOVE AGAIN
(作詞・作曲:桑田佳祐　編曲:サザンオールスターズ)